# イヴァン・サエンコ
イヴァン・サエンコ（ロシア語: Иван Иванович Саенко, 1983年10月17日 - ）は、ロシアの元サッカー選手。現役時代のポジションはフォワード、ミッドフィールダー。

## 経歴

### クラブ
17歳でロシアを飛び出し、ドイツを拠点に活躍。2005年、1.FCニュルンベルクに加入。2007年にはDFBポカールの優勝とチームのリーグ6位に貢献したが、2007-2008シーズンは、自身の怪我とチームの不振の影響もあって、チームはブンデスリーガ2部に降格。2008年8月9日、FCスパルタク・モスクワに加入。6年ぶりに故郷のロシアでプレーすることになった。スパルタクでは、2009年7月16日に膝の前十字靭帯断裂の手術を受けるなど、怪我に悩まされ、満足に活躍することができず、2010年シーズン限りで戦力外通告を受けた。2011年、現役引退を表明した。

### 代表
U-21代表の主力として活躍した後、2006年9月6日のクロアチア戦でA代表初招集。この試合は、ベンチ入りのみだったが、2006年10月11日のエストニア戦で短時間ながら、デビューを果たした。
2008年には、UEFA EURO 2008の本大会メンバーに招集された。

## 獲得タイトル
- 1.FCニュルンベルク
  - DFBポカール: 1 (2007)